# Нижний Мёз
Департамент Нижний Мёз (фр. Département de la Meuse-Inférieure) — административная единица Первой французской империи, располагавшаяся на землях современной бельгийской провинции Лимбург и современной нидерландской провинции Лимбург. Название департамента происходит от реки Маас.
Департамент был создан 1 октября 1795 года, после того как Австрийские Нидерланды были оккупированы французскими войсками. В него вошли бывшие графство Лоон, австрийская и нидерландская части Верхнего Гельдерна, графство Горн, аббатство Торн, район города Маастрихт и часть герцогства Лимбург
После разгрома Наполеона эти земли вошли в состав Объединённого королевства Нидерландов как провинция Лимбург, за исключением переданных Пруссии Нидеркрюхтена и Херцогенрата (после образования Бельгии она провинция была разделена между Бельгией и Нидерландами).